# Nguyễn Mộng Giác
Nguyễn Mộng Giác (1940–2012) là nhà văn Việt Nam. Năm 1981, ông rời quê hương, định cư tại Hoa Kỳ vào cuối năm 1982, và rồi mất tại đây vào tháng 7 năm 2012.

## Tiểu sử
Ông sinh ngày 4 tháng 1 năm 1940 tại thôn Xuân Hòa, xã Bình Phú, quận Bình Khê (nay là huyện Tây Sơn), tỉnh Bình Định, miền Trung Việt Nam.
Thời kháng chiến chống Pháp 1946 đến 1954, ông học tiểu học và trung học tại vùng kháng chiến. Sau Hiệp định Genève 1954, ông tiếp tục học tại trường Cường Để (Quy Nhơn), trường Võ Tánh (Nha Trang), rồi học năm chót của bậc trung học tại trường Chu Văn An (Sài Gòn).
Sau khi học một năm ở Đại học Văn Khoa Sài Gòn, ông ra Huế học Đại học Sư phạm ban Việt–Hán. Năm 1963, ông tốt nghiệp thủ khoa, khóa Nguyễn Du. Ngay năm ấy, ông được điều đến giảng dạy tại trường Đồng Khánh ở Huế. Năm 1965, đổi ông vào Quy Nhơn làm Hiệu trưởng trường Cường Để.
Năm 1973, thăng ông làm Chánh sở Học chánh tỉnh Bình Định. Năm 1974, chuyển ông vào Sài Gòn làm chuyên viên nghiên cứu giáo dục Bộ Giáo dục Việt Nam Cộng hòa cho đến 1975.
Về sự nghiệp văn chương, ông bắt đầu viết văn từ năm 1971, đã cộng tác với các tạp chí: Bách Khoa, Văn, Thời Tập, Ý Thức. Năm 1974, truyện dài Đường một chiều của ông được giải thưởng Văn Bút Việt Nam dưới thời Việt Nam Cộng hòa .
Sau sự kiện 30 tháng 4 năm 1975, việc sáng tác của ông tạm gián đoạn. Đến năm 1977, ông cầm bút trở lại, và bắt đầu viết bộ trường thiên tiểu thuyết Sông Côn mùa lũ, và hoàn thành vào năm 1981.
Tháng 11 năm đó (tức sau khi vừa viết xong bộ truyện trên), ông cùng con trai vượt biển. Chuyến vượt biển thành công, ông đã đến được đảo Kuku của Indonesia. Trong mấy tháng ở đây, ông đã viết được một số truyện ngắn mà sau này xuất bản thành cuốn Ngựa nản chân bon, và tập I của bộ trường thiên tiểu thuyết Mùa biển động.
Tháng 11 năm 1982, ông đến Hoa Kỳ, định cư tại Nam California, rồi cộng tác với các báo: Đồng Nai, Việt Nam Tự Do, Người Việt, Văn, Văn Học Nghệ thuật ở nước ngoài.
Từ năm 1986, ông làm Chủ bút tạp chí Văn Học ở California, Hoa Kỳ. Đến tháng 8 năm 2004, ông phải ngưng công việc làm báo vì phát hiện mình bị ung thư gan.
Sau nhiều năm dài chống chọi với căn bệnh hiểm nghèo, ông đã qua đời lúc 22 giờ 15 phút ngày 2 tháng 7 năm 2012 (ngày giờ địa phương ở California, tức sáng ngày 3 tháng 7 năm 2012 giờ Việt Nam) tại tư gia ở thành phố Westminster (Orange County, California, Hoa Kỳ), thọ 72 tuổi .

## Tác phẩm

### Xuất bản tạimiền Nam Việt Namtrước năm1975
- Nỗi băn khoăn của Kim Dung (tiểu luận, Nhà xuất bản Văn Mới, Sài Gòn, 1972)
- Bão rớt (tập truyện ngắn, Nhà xuất bản Trí Đăng, Sài Gòn, 1973)
- Tiếng chim vườn cũ (truyện dài, Nhà xuất bản Trí Đăng, Sài Gòn, 1973)
- Qua cầu gió bay (truyện dài, đăng trên tạp chí Bách Khoa từ số 350 đến số 357, Nhà xuất bản Văn Mới, Sài Gòn, in thành tập năm 1974)
- Đường một chiều (truyện dài, Giải thưởng Trung tâm Văn bút Việt Nam, 1974, Nhà xuất bản Nam Giao, Sài Gòn, 1974).

### Xuất bản ở hải ngoại
- Ngựa nản chân bon (tập truyện ngắn, Nhà xuất bản Người Việt, Hoa Kỳ, 1984)
- Xuôi dòng (tập truyện ngắn, Nhà xuất bản Văn Nghệ, Hoa Kỳ, 1987)
- Mùa biển động (trường thiên tiểu thuyết, Nhà xuất bản Văn Nghệ, Hoa Kỳ, xuất bản từ 1982–1989) gồm tất cả năm tập: Những đợt sóng ngầm (1984), Bão nổi (1985), Mùa biển động (1986), Bèo giạt (1988), Tha hương (1989). Bộ truyện này đã được tái bản nhiều lần.
- Sông Côn mùa lũ (trường thiên tiểu thuyết, 4 tập, viết từ năm 1977–1981), Nhà xuất bản An Tiêm (Hoa Kỳ) xuất bản những năm 1990, 1991. Bộ truyện này đã được tái bản nhiều lần, và đã được hãng phim TFS (Đài truyền hình TP. Hồ Chí Minh) mua bản quyền để thực hiện phim truyền hình nhiều tập [5].
- Nghĩ về văn học hải ngoại (tiểu luận, Nhà xuất bản Văn Mới, Hoa Kỳ, 2003)
- Bạn văn, một thuở...(tạp luận, Nhà xuất bản Văn Mới, Hoa Kỳ, 2005)
- Đêm hoang (truyện dài, chưa in thành sách nhưng đã đăng trên tuần báo Đồng Nai, Hoa Kỳ).

### Chưa xuất bản
- Tình và Đạo trong thơ Hàn Mặc Tử (tiểu luận)
- Vào đời (truyện dài), đã đăng một phần trên tạp chí Bách Khoa (Sài Gòn, 1973–1974)
- Mây bay về đâu (truyện dài).

Ngoài ra, ông còn có nhiều bài viết đăng trên tạp chí Văn Học (California, Hoa Kỳ).